# 152 mm działo kolejowe B-64
152 mm działo kolejowe B-64 (ros. 152-мм железнодорожная установка Б-64) – sowieckie działo kolejowe kalibru 152 mm.
Działa B-64 zostały wyprodukowane w 1941 roku. Były to morskie armaty kalibru 152 mm ustawione na czteroosiowych platformach kolejowych. Wyprodukowano sześć dział tego typu. Sformowano z nich dwubateryjny, 10. dywizjon artylerii brzegowej (10 дивизион вереговой артиллерии), którego zadaniem była obrona Cieśniny Irbeńskiej prowadzącej do Zatoki Ryskiej.
Po ataku niemieckim działa B-64 zostały wycofane w okolice Leningradu i brały udział w walkach na froncie leningradzkim. W 1942 roku wszystkie działa B-64 zostały podporządkowane 101 morskiej brygadzie artylerii kolejowej (101 морская железнодорожная артиллерийская бригада).